# Comuna Obava, Muncaci
Obava (în ucraineană Обава) este o comună în raionul Muncaci, regiunea Transcarpatia, Ucraina, formată din satele Ceabîn, Dubîno, Kosîno și Obava (reședința).

## Demografie
Componența lingvistică a comunei Obava
     Ucraineană (98,96%)
     Alte limbi (0,89%)
Conform recensământului din 2001, majoritatea populației comunei Obava era vorbitoare de ucraineană (98,96%), existând în minoritate și vorbitori de alte limbi.